# Agustín Martínez Alcíbar
Agustín Martínez Alcíbar (1810-1872) fue un ingeniero de minas español.

## Biografía
Nacido en Burgos en 1810, cursó estudios en Madrid y Almadén. Ingresó en la Real Academia de Minas de Almadén en 1839, licenciándose como ingeniero unos años después. A lo largo de su carrera desempeñó diversos puestos de inspección minera por todo el territorio nacional; por ejemplo, en 1851 se le designó director e inspector de las importantes minas de Riotinto.
Sus amplios conocimientos sobre la minería, la química o la geografía llevaron a que en no pocas veces fuese contratado como asesor. Entre 1844 y 1845 pasó una estancia de un año en Puerto Rico, entonces territorio español, como asesor de la empresa que explotaba las minas de oro de Luquillo. Asimismo, fue autor de diversos trabajos sobre minería. Falleció en Madrid el 2 de diciembre de 1872.